# Tetragnatha nepaeformis
Tetragnatha nepaeformis este o specie de păianjeni din genul Tetragnatha, familia Tetragnathidae, descrisă de Doleschall, 1859. Conform Catalogue of Life specia Tetragnatha nepaeformis nu are subspecii cunoscute.